# Don't Stand So Close to Me
Don't Stand So Close to Me è un singolo del gruppo musicale britannico The Police, il primo estratto dal terzo album in studio Zenyatta Mondatta e pubblicato il 19 settembre 1980.
Per questa canzone, il gruppo vinse un Grammy Award nel 1982 come miglior performance rock di un duo o un gruppo. La canzone fu pubblicata nuovamente nel 1986 come Don't Stand So Close to Me '86.

## La storia
La canzone parla dell'infatuazione di una studentessa per il suo insegnante e dell'inquietudine di quest'ultimo al riguardo. Il testo descrive i sentimenti contrastanti di lui: da un lato il desiderio, dall'altro la sensazione di molestare la ragazza, mentre le dicerie alle sue spalle si diffondono (strong words in the staff room / the accusations fly). I testi e la musica sono di Sting, che precedentemente aveva effettivamente  lavorato come insegnante di inglese ma che in un'intervista per il DVD ...All This Time nel 2001 ha negato vi fossero riferimenti autobiografici nella canzone.
Il verso Just like the old man in that book by Nabokov («Proprio come il vecchio in quel libro di Nabokov») si riferisce al romanzo Lolita (1955) di Vladimir Nabokov, che notoriamente narra proprio del torbido rapporto tra un uomo maturo e un'adolescente.

## La controversia con i Dire Straits
Mentre si trovava a Montserrat, a Sting venne chiesto di eseguire dei cori su Money for Nothing dei Dire Straits; eseguì quindi il verso "I want my MTV" con richiamo alla melodia di Don't Stand So Close to Me. Quando la storia venne resa pubblica, i legali della casa discografica di Sting premettero perché il suo nome fosse inserito tra gli autori della canzone (con grande imbarazzo dello stesso Sting).

## Riferimenti
- Il ritornello della canzone è presente in un episodio della prima stagione di Friends, La cena del ringraziamento. Joey accetta un lavoro in quella che gli era sembrato essere una campagna per una serie di manifesti riguardanti la salute pubblica, che però si rivela essere una campagna contro le malattie veneree, nella quale lui è ritratto come affetto da una malattia a trasmissione sessuale. In una scena, si vedono gli attacchini che posizionano i manifesti mentre risuona la canzone.[3]
- Il titolo della canzone è stato ripreso in un episodio della terza serie di Grey's Anatomy (in italiano Non starmi così vicino).
- Nell'episodio Mars contro Mars della serie Veronica Mars, un gruppo di ragazze molesta una compagna (che, secondo voci, aveva avuto un affaire con un insegnante) cantandogli la canzone durante l'intervallo.
- Un riferimento alla canzone è presente nel brano Scandalous Scholastics dei Gym Class Heroes: la canzone parla di uno studente che ha una relazione con la sua insegnante: "This isn't how it was supposed to be, reminiscent of Don't Stand So Close to Me" (Non è così che doveva andare, ricordandomi di "Don't Stand So Close to Me").
- In una puntata della sedicesima stagione de I Simpson, Parenti serpenti, fratelli coltelli, la canzone è utilizzata per riprendere l'argomento della puntata (in cui Lisa riesce ad ottenere dal tribunale che Bart sia obbligato a stare ad una distanza di almeno 20 piedi da lei).
- La canzone è presente in un episodio della serie americana Clueless, in cui la protagonista ha una cotta per il nuovo insegnante, presente solo in quell'episodio perché è un supplente.
- In un episodio della serie Glee il professor Schuester compie un mashup con questa canzone e "Young girl" per allontanare da sé le attenzioni di una sua studentessa, Rachel Berry.
- Nel 1983 il brano, con un testo in italiano, venne utilizzato per lo spot pubblicitario della Lemonsoda[4]

## Il singolo del 1980
Il singolo contenente la canzone arrivò al n. 1 in classifica nel Regno Unito; fu altresì il singolo che segnò l'inizio del successo dei Police negli Stati Uniti, arrivando nella top 10 della classifica di Billboard. Alla fine del 1980, il singolo fu accreditato come il maggior successo dell'anno nel Regno Unito.

## Tracce
1. Don't Stand So Close to Me - 4:03
2. Friends - 3:37

## Formazione
- Sting - voce, basso e bass pedals
- Andy Summers - chitarra, guitar synth
- Stewart Copeland - batteria

## Classifiche
| Classifica (1980/81)          | Posizione massima |
| ----------------------------- | ----------------- |
| Australia                     | 3                 |
| Belgio (Fiandre)              | 8                 |
| Canada                        | 2                 |
| Francia                       | 9                 |
| Germania                      | 23                |
| Irlanda                       | 1                 |
| Italia                        | 3                 |
| Norvegia                      | 9                 |
| Nuova Zelanda                 | 2                 |
| Paesi Bassi                   | 3                 |
| Regno Unito                   | 1                 |
| Spagna                        | 5                 |
| Stati Uniti                   | 10                |
| Stati Uniti (mainstream rock) | 11                |
| Sudafrica                     | 3                 |
| Svezia                        | 14                |

## La riedizione dell'86
La canzone fu ripubblicata nel 1986 con un ritornello più lento, e la versione fu pubblicata come "Don't Stand So Close to Me '86" nell'album Every Breath You Take: the Singles.
È stato apportato un lieve cambiamento nel testo: al verso Just like the old man in that book by Nabokov è stata aggiunta la parola famous (in that famous book..).
Ne è stato prodotto un nuovo video, notevole per l'uso di computer grafica. È stato anche uno dei primi CD singoli mai prodotti.
Il gruppo era già sciolto quando l'edizione del 1986 ha visto la luce; per questo è da considerarsi la registrazione più recente dei Police fino al giorno d'oggi.

### Tracce

#### 7"
1. Don't Stand So Close To Me '86 - 4:51
2. Don't Stand So Close To Me (Live) - 3:40

#### 12"
1. Don't Stand So Close To Me '86 (Dance Mix) - 6:32
2. Don't Stand So Close To Me '86 - 4:51
3. Don't Stand So Close To Me (Versione originale) - 4:03
4. Don't Stand So Close To Me (Live) - 3:40

### Classifiche
| Classifica (1986)             | Posizione massima |
| ----------------------------- | ----------------- |
| Australia                     | 32                |
| Belgio (Fiandre)              | 21                |
| Canada                        | 27                |
| Finlandia                     | 13                |
| Irlanda                       | 11                |
| Nuova Zelanda                 | 14                |
| Paesi Bassi                   | 19                |
| Regno Unito                   | 24                |
| Stati Uniti                   | 46                |
| Stati Uniti (mainstream rock) | 10                |